# Kenny Rollins
Kenneth Herman "Kenny" Rollins, (Charleston (Missouri), 14 de setembro de 1923 - Greencastle (Indiana), 9 de outubro de 2012) foi um basquetebolista estadunidense que integrou a Seleção Estadunidense na conquista da Medalha de Ouro disputada nos XIV Jogos Olímpicos de Verão em 1948 realizados em Londres no Reino Unido.

## Biografia
Kenny Rollins estudou na Universidade de Kentucky e fez parte da equipe do Kentucky Wild Cats que é conhecida como "Os Cinco Fabulosos". Começou a estudar em Kentucky em 1942, mas teve seus estudos interrompidos pela Segunda Guerra Mundial.
Ao contrário dos outros quatro companheiros de Kentucky que foram campeões olímpicos, Kenny Rollins foi selecionado no Draft da BAA em 1948 pelo Fort Wayne Pistons e ingressou na NBA jogando pelo Chicago Stags onde jogou as temporadas 1948-1949 e 1949-1950 com média de 5,72 pontos por partidas e 2,38 assistências por partida.
Na Temporada 1950-1951 jogou no Louisville Alumnites na NPBL marcando 294 pontos em 34 partidas, perfazendo uma média 8,64 pontos por partida.

## Estatísticas na NBA e NPBL
| Temporada | Franquia             | Liga | MP  | 2T  | 2A  | LLT | LLA | AST | FP  | PTS |
| --------- | -------------------- | ---- | --- | --- | --- | --- | --- | --- | --- | --- |
| 1948-1949 | Chicago Stags        | NBA  |     | 520 | 144 | 104 | 77  | 167 | 150 | 365 |
| 1949-1950 | Chicago Stags        | NBA  |     | 421 | 144 | 89  | 66  | 131 | 129 | 354 |
| 1950-1951 | Louisville Alumnites | NPBL |     |     |     |     |     |     |     | 294 |
| 1952-1953 | Boston Celtics       | NBA  | 426 | 115 | 38  | 22  | 22  | 63  | 63  | 98  |

fonte: justsportsstats.com/